# 윤동건
윤동건(1987년 3월 4일 ~ )은 LG 트윈스의 전 야구 선수다. 현재 세경대학교 감독을 맡고 있다.

## 출신 학교
- 영랑초등학교
- 설악중학교
- 설악고등학교

## 같이 보기
- 2006년 LG 트윈스 시즌
- 2014년 Kt 위즈 시즌